# 戴维·威尔西
戴维·威尔西（英語：David Willsie，1968年3月28日—），加拿大男子轮椅橄榄球运动员。他曾代表加拿大参加2000年、2004年、2008年、2012年和2016年夏季残疾人奥林匹克运动会轮椅橄榄球比赛，获得二枚银牌和一枚铜牌。